# Tatu Vanhanen
Tatu Vanhanen, född 17 april 1929 i Vuoksenranta, då i Finland (nuvarande Ozjorskoje i Ryssland), död 22 augusti 2015 i Nurmijärvi, var en finländsk statsvetare. Han var professor emeritus i statskunskap vid Tammerfors universitet och forskade bland annat om korrelationen mellan nationellt medel-IQ och välstånd, och är tillsammans med Richard Lynn författare till IQ and the Wealth of Nations och IQ and Global Inequality, där de hävdar att skillnaderna i länders medel-IQ skulle bero på medfödda skillnader mellan folkgrupper, snarare än att IQ-skillnaderna skulle bero på ekonomiska skillnader. Hans son Matti Vanhanen var Finlands statsminister 2003-2010.

## Intelligens och välstånd
Vanhanen utvecklade intresse för evolutionsbiologi efter att ha studerat Edward O. Wilsons sociobiologi. De flesta av hans tidigare akademiska verk behandlar demokratisering som han har studerat med internationellt komparativa metoder.
Vanhanen utreddes för hets mot folkgrupp av Centralkriminalpolisen mellan 2002 och 2004. I en tidningsintervju hade han hävdat att vita och asiater var mer intelligenta än svarta av evolutionära orsaker och därför bör ges många politiska och ekonomiska ledaruppdrag i Afrika, och att "Den genomsnittlig IQ bland finländare är 97, i Afrika är den mellan 60 och 70. Skillnaderna i intelligens är den viktigaste faktorn för att förklara fattigdom". Han anmäldes till Finlands justitiekansler, Mikko Puumalainen, som har sagt att han fruktar att den tidigare professorns uttalanden skulle förstärka rasismen. Så småningom la polisen ned utredningen.
Vanhanens son, tillika tidigare statsministern, Matti Vanhanen sa till journalister att han inte hade för avsikt att delta i en offentlig debatt med sin far.[källa behövs]

## Etniska konflikter och etnisk nepotism
I sin bok Ethnic Conflicts Explained by Ethnic Nepotism från 1999 hävdar Vanhanen att människan har medfödda psykologiska mekanismer som leder till nepotism (favorisering av den egna gruppen), fördomar, syndabockar, diskriminering och slutligen etniska konflikter. Vanhanen analyserar statistik för olika länder och drar slutsatsen att ju mer etniskt heterogen en nation är desto fler etniska konflikter. Han studerade även hur detta är korrelerat till graden av demokratisering, men menar att demokratiseringen förklarar mycket lite av de etniska konflikterna, förutom att mycket auktoritära stater som det forna Sovjetunionen och Jugoslavien kunde undertrycka etniska konflikter. Inte heller ekonomisk utveckling har stor betydelse - etniska konflikter är endast något mindre vanliga i mer ekonomiskt utvecklade länder. Etniska konflikter verkar inom alla rasgrupper, kulturer och geografiska regioner. 
Vanhanens teorier om etnisk nepotism är kontroversiella, och beskrivs av kritiker som neo-darwinism. Teorierna stämmer inte på nyutvecklade, multietniska samhällen som Kanada, Australien, Barbados och Singapore, som har få eller inga etniska konflikter och åtnjöt ekonomiska framgångar fram till 2010 års lågkonjunktur. Fler exempel på länder som inte stämmer in på Vanhanens teorier är Finland, Belgien och Schweiz, som länge har varit etniskt heterogena med vissa ekonomiska skillnader mellan folkgrupperna, men som ändå saknar eller har få verkliga etniska konflikter. Dessa länder är högt demokratiserade, och är högt ekonomiskt utvecklade. Teorierna om etnisk nepotism kan användas som argument mot generös flyktingpolitik.